# Гаджибеклинский, Ирза-бек
Ирза-бек Гаджибеклинский (азерб. İrza bəy Hacıbəylinski; 4 апреля 1874 — 14 января 1938) — азербайджанский военный деятель, полковник. Происходил «из дворян города Эривани».

## Начало военной карьеры
Общее образование получил в Эриванской гимназии. В службу вступил юнкером рядового звания в Елисаветградское кавалерийское юнкерское училище. По окончании училища 27 апреля 1898 года был произведён в корнеты с назначением в 21-й драгунский Его Императорского Высочества Великого Князя Михаила Михайловича полк.
15 марта 1902 года произведён в поручики. C 1 сентября 1905 года штабс-ротмистр. На 1 января 1909 года в том же чине и в том же полку. Окончил Офицерскую кавалерийскую школу (успешно). 25 апреля 1912 года произведён в ротмистры.

## Первая мировая война
Участник Первой мировой войны. 23 октября 1914 года был ранен. За боевые отличия награждён орденом Святой Анны 4-й степени с надписью «За храбрость», мечами к имеющемуся ордену Святой Анны 3-й степени. Дважды, 12 марта и 31 августа 1915 года был контужен. За боевые отличия в 1915 году ротмистр 7-го гусарского Белорусского полка Гаджибеклинский был награждён орденами Святой Анны 2-й степени с мечами и Святого Станислава 2-й степени с мечами. 20 июля 1916 года произведён в подполковники. 31 августа 1916 года Ирза-бек Гаджибеклинский был назначен штаб-офицером для поручений при заведующем этапно-транспортной частью Кавказской армии.

## Служба в вооружённых силах АДР
С 1918 года подполковник Ирза-бек Гаджибеклинский на службе во вновь формируемом по постановлению Закавказского комиссариата Мусульманском (с 26 июля Отдельном Азербайджанском корпусе) АДР. Был произведён в полковники. Командовал 1-м конным Караязским полком. В начале июля 1918 года корпус был расформирован и его части вместе с прибывшими 5-й Кавказской и 15-й Чанахгалинской турецкими дивизиями вошли в состав вновь сформированной Кавказской исламской армии Нури-паши. Полковник Гаджибеклинский до осени 1918 года продолжал командовать 1-м конным Караязским полком. С ноября командир 1-го конного Татарского полка. 17 сентября 1919 года назначен начальником штаба Бакинского укреплённого района.
Приказом военного министра генерала от артиллерии Самед-бека Мехмандарова № 128 от 2 марта 1920 года начальник штаба Бакинского укреплённого района полковник Гаджибеклинский с 1 марта 1920 года был назначен начальником Оперативно-разведывательного отделения Управления генерал-квартирмейстера Штаба армии. 3 апреля 1920 года полковник Гаджибеклинский был включён в состав междуведомственной комиссии по приёму имущества интернированных частей Добровольческой армии, в качестве начальника военного отдела.

## Семья
Ирза-бек Гаджибеклинский был женат на внучке известного азербайджанского писателя-просветителя Мирзы Фатали Ахундова принцессе Алия-Солтан-ханум Каджар. Алия-Солтан-ханум дочь сына принца Бахмана Мирзы полковника, принца Хан-Баба-Хана Каджара (1848—1926) и Нисы-ханум Ахундовой (1856—1924). У Ирзы-бека Гаджибеклинского и Алии-Солтан-ханум Каджар (1889-1943) был сын Гаджибеклинский Камиль Ирза-бек оглы (16 января 1919, Тифлис—16 января 1973, Баку).